# Szlakiem Grodów Piastowskich
La Szlakiem Grodów Piastowskich es una carrera ciclista profesional por etapas polaca que se disputa en la región de Silesia, a finales del mes de abril o primeros de mayo.
Se comenzó a disputar en 1966 aunque hasta 1997 fue una carrera amateur por ello la mayoría de sus ganadores han sido polacos. A partir de 1998 se convirtió en carrera profesional en la categoría 2.5 (última categoría del profesionalismo). Desde la creación de los Circuitos Continentales UCI en 2005 forma parte del UCI Europe Tour primero dentro de la categoría 2.2 (igualmente última categoría del profesionalismo) para ascender al año siguiente a la 2.1,con lo que a partir de dicha fecha no pudo participar ningún equipo amateur. Desde el 2007 cambió sus fechas tradicionales de finales del mes de abril disputándose a partir de ese año en el mes de mayo.

## Palmarés
| Año                          | Ganador                 | Segundo            | Tercero               |
| Szlakiem Grodów Piastowskich |                         |                    |                       |
| ---------------------------- | ----------------------- | ------------------ | --------------------- |
| 1966                         | Henryk Kowalski         |                    |                       |
| 1967                         | Rajmund Zieliński       |                    |                       |
| 1968                         | Ryszard Gac             |                    |                       |
| 1969                         | Yuri Dmitriyev          |                    |                       |
| 1970                         | Ringold Kalnienieks     |                    |                       |
| 1971                         | Stanislaw Gazda         |                    |                       |
| 1972                         | Mieczyslaw Szurko       |                    |                       |
| 1973                         | Tadeusz Prasek          |                    |                       |
| 1974                         | Wieslaw Kornacki        |                    |                       |
| 1975                         | Edward Barcik           |                    |                       |
| 1976                         | Stanislaw Mikolajczuk   |                    |                       |
| 1977                         | Stanisław Szozda        |                    |                       |
| 1978                         | Ryszard Szurkowski      |                    |                       |
| 1979                         | Slawomir Podwojniak     |                    |                       |
| 1980                         | Stanislaw Nieumierzycki |                    |                       |
| 1981                         | Ryszard Szurkowski      |                    |                       |
| 1982                         | Jerzy Jagiela           |                    |                       |
| 1983                         | Tadeusz Mytnik          |                    |                       |
| 1984                         | Zdzislaw Wrona          |                    |                       |
| 1985                         | Mieczysław Karłowicz    |                    |                       |
| 1986                         | Zdzislaw Wrona          |                    |                       |
| 1987                         | Zdzislaw Wrona          |                    |                       |
| 1988                         | Jacek Bodyk             |                    |                       |
| 1989                         | Zbigniew Rudyk          |                    |                       |
| 1990                         | Czeslaw Rajch           |                    |                       |
| 1991                         | Jozef Moczydlowski      |                    |                       |
| 1992                         | Artur Krzeszowiec       |                    |                       |
| 1993                         | Czeslaw Rajch           |                    |                       |
| 1994                         | Pawel Niedzwiecki       |                    |                       |
| 1995                         | Grzegorz Piwowarski     |                    |                       |
| 1996                         | Slawomir Chrzanowski    |                    |                       |
| 1997                         | Piotr Zaradny           | Artur Krzeszowiec  | Krzysztof Szafranski  |
| 1998                         | Andrzej Sypytkowski     | Piotr Zaradny      | Dariusz Wojciechowski |
| 1999                         | Piotr Wadecki           | Ondrej Slobodnik   | Bernard Bocian        |
| 2000                         | Piotr Wadecki           | Piotr Przydział    | Tomasz Lisowicz       |
| 2001                         | Eugen Wacker            | Ondřej Sosenka     | Remigius Lupeikis     |
| 2002                         | Krzysztof Szafranski    | Remigius Lupeikis  | Zbigniew Piątek       |
| 2003                         | Artur Krasinski         | Wojciech Pawlak    | Branko Filip          |
| 2004                         | Piotr Przydział         | Dawid Krupa        | Tomasz Kiendyś        |
| 2005                         | Zbigniew Piątek         | Radoslav Romanik   | Piotr Przydział       |
| 2006                         | Tomasz Kiendyś          | Marcin Sapa        | Wojciech Pawlak       |
| 2007                         | Tomasz Kiendyś          | Mitja Mahorič      | Bartosz Huzarski      |
| 2008                         | Bartosz Huzarski        | Tomasz Kiendyś     | Mitja Mahorič         |
| 2009                         | Mateusz Taciak          | Volodomyr Starchyk | Daniele Callegarin    |
| 2010                         | Marek Rutkiewicz        | Bartosz Huzarski   | Tomasz Marczynski     |
| 2011                         | Robert Vrečer           | Marek Rutkiewicz   | Łukasz Bodnar         |
| 2012                         | Marek Rutkiewicz        | Stefan Schumacher  | Mateusz Taciak        |
| 2013                         | Jan Bárta               | Davide Rebellin    | Mateusz Taciak        |
| 2014                         | Mateusz Taciak          | Marek Rutkiewicz   | Silvio Herklotz       |
| 2015                         | Paweł Bernas            | Mateusz Taciak     | Jiří Polnický         |
| CCC Tour-Grody Piastowskie   |                         |                    |                       |
| 2016                         | Oleksandr Polivoda      | Michele Gazzara    | Jiří Polnický         |
| 2017                         | Marek Rutkiewicz        | Leszek Pluciński   | Emanuel Piaskowy      |
| 2018                         | Łukasz Owsian           | Josef Černý        | Jan Tratnik           |
| 2019                         | Kamil Małecki           | Maciej Paterski    | Jannik Steimle        |
| 2020                         | No se disputó           | No se disputó      | No se disputó         |
| 2021                         | Maciej Paterski         | Immanuel Stark     | Szymon Rekita         |

## Palmarés por países
| País            | Victorias |
| --------------- | --------- |
| Polonia         | 48        |
| Unión Soviética | 2         |
| Kirguistán      | 1         |
| Eslovenia       | 1         |
| República Checa | 1         |
| Ucrania         | 1         |